# Gnaphalopoda brookesi
Gnaphalopoda brookesi är en skalbaggsart som beskrevs av Thomas Broun 1921. Gnaphalopoda brookesi ingår i släktet Gnaphalopoda och familjen Melolonthidae. Inga underarter finns listade i Catalogue of Life.